# (31654) 1999 HJ5
1999 HJ5 (asteroide 31654) é um asteroide da cintura principal. Possui uma excentricidade de 0.09412080 e uma inclinação de 5.82402º.
Este asteroide foi descoberto no dia 17 de abril de 1999 por Spacewatch em Kitt Peak.